# 中華民國國民姓名字數排行
中華民國國民姓名字數排行列出已見於新聞媒體報導或內政部統計，中華民國國民中姓名字數最長者。由於中華民國《姓名條例》中並無限制姓名字數，因此國民改名時，原則上並無字數上限。

## 列表
| 排名 | 姓名                                                                                                 | 字數 | 備註 |
| ---- | --- | ---- | --- |
| 1    | 陳政成有震天龍砲變身基隆最專情於二零二一三月十四日與孔安穩定交往中愛妳愛一生一世此生想帶妳一起吃鮭魚 | 50   | 原名陳政成，震天龍砲為遊戲裝備，基隆最專情為遊戲招式名，孔安為他女友的名字。陳政成是新北人，在2021年3月的鮭魚之亂中改名並成為台灣最長名字的人。後來陳先生因遭他人恐嚇之訴訟，該姓名登載於其判决书。          |
| 2    | 李圭歸瑰規硅閨邽龜鮭魚於瑜餘娛虞盂妤漁愚愉于余蝓腴予輿渝嵎榆算了我想得好累隨便啦                       | 40   | 鮭魚之亂中，一位臺南市的李先生改名，其中名字包含9個「ㄍㄨㄟˉ」（鮭）音的字以及20個「ㄩˊ」（魚）音的字，並打破36字的紀錄，成為台灣第二長名字的人。                                                            |
| 2    | 林○○德國語文系雅馬哈發動機壓車磨膝鮭魚大元帥謝謝×××讓我改名字林家大戶發大財                          | 40   | 鮭魚之亂中改名的一員，林○○為他原本的名字，×××為他媽媽的名字。重機迷，喜歡壓車磨膝，雅馬哈是「YAMAHA」的音譯。                                                                                                |
| 4    | 陳愛台灣國慶鮑鮪鮭魚松葉蟹海膽干貝龍蝦和牛肉美福華君品晶華希爾頓凱薩老爺                             | 36   | 鮭魚之亂中，一位新北市的陳先生改名，一度成為台灣最長名字的人，後變為第四長。名字包含眾多的海鮮食品及飯店名稱，包括鮑、鮪、鮭魚、松葉蟹、海膽、干貝、龍蝦、和牛、美福、福華、君品、晶華、希爾頓、凱薩、老爺。 |
| 5    | 高仕承臺灣高雄楠梓之子爆裂高屏阿承楠梓後勁溪迴游之祖鮭魚智波佐助                                     | 32   | 鮭魚之亂中，高雄市改名的年輕人之一。 |
| 6    | 劉育銓鮭魚鮪魚旗魚鮮蝦甜蝦干貝鮑魚海膽和牛松葉蟹大閘蟹龍蝦                                           | 29   | 鮭魚之亂中改名的一員，名字包含眾多的海鮮食品，包括旗魚、鮮蝦、甜蝦、大閘蟹。 |
| 7    | 洪燒黃金頂級帕馬森起司鮭魚智波鼬想吃炙燒鮑魚智波佐助                                                 | 26   | 鮭魚之亂中，臺中市改名的人之二，兩人為同學。 |
| 7    | 黃金頂級帕瑪森起司洪燒鮭魚智波佐助想吃炙燒鮑魚智波鼬                                                 | 26   | 鮭魚之亂中，臺中市改名的人之二，兩人為同學。 |
| 9    | 黃大嵐是喜神財神衰神福德正神所有神祝福的寶貝小心肝                                                   | 25   | 台南男子黃鑫翔因信奉道教，希望得到眾神祝福，遂改名。 |
| 10   | ○○○帥鮭魚王者改名來吃壽司郎賠錢賠的爽不爽                                                            | 22   | 鮭魚之亂中，台中市改名的人之一。 |
| 11   | 晋瑋臺灣台東之子大麻煩要投油土伯歐薩斯                                                               | 19   | 一名YouTuber，因突發奇想改名。「歐薩斯」來自YouTube上一個迷因影片中人物的名字。 |
| 11   | 林蔡鮭魚趙鮪魚生日快樂大家一起同鮭魚盡                                                               | 19   | 鮭魚之亂中，高雄市改名的年輕人之一。 |
| 11   | 帥鮭魚王者改名來吃壽司郎賠錢賠的爽不爽                                                               | 19   | 鮭魚之亂中，台中改名的人之一。 |
| 11   | 台中積極青年鮭魚吃到飽建築師獨裁思密達                                                               | 19   | 鮭魚之亂中，台中改名的人之一。 |
| 15   | 洪魽鮭魚不沾醬油只沾哇沙米吃才是王道                                                                 | 18   | 鮭魚之亂中，台中改名的人之一。 |
| 15   | 盧卡吃鮭魚咪苦雨萌鯊鯊敲口愛乒乒乓乓                                                                 | 18   | 鮭魚之亂中，新竹改名的人之一。 |
| 17   | 鮭魚吃到爽消極青年建築師共產思密達                                                                   | 17   | 鮭魚之亂中，台中改名的人之一。 |
| 17   | ○○○和把餔去找摸摸卡買宇智波鮭魚                                                                      | 17   | 鮭魚之亂中改名的人之一，設籍新竹市，○○○為他原本的名字。 |
| 19   | 顏色不分藍綠支持性專區顏色田慎節                                                                     | 16   | 網紅、模特兒「Molly翎熹」因不滿南投縣政府對南投高中生性侵事件的處理而改名，以無黨籍身分參加第十一屆嘉義市議會選舉。已於2023年12月26日改回原名「顏翎熹」。                                                    |
| 20   | 林家丞台灣之光財神羅伯特歐薩斯                                                                       | 15   | 高雄人，因為找工作不順遂而改名。 |
| 20   | 黃宏成台灣阿成世界偉人財神總統                                                                       | 15   | 原名黃宏成，在晉瑋臺灣台東之子大麻煩要投油土伯歐薩斯於2020年改名之前曾長期保持臺灣漢人最長名字的紀錄。 |
| 20   | 李我要單列族名我的布農族名字是Savungaz Valincinan                                                    | 15   | 布農族原住民運動人士，原名，音譯「撒豐安‧瓦林及那」，曾用漢名李品涵，參選2024年立委選舉時為表達爭取原住民能在身份證上單列族名而不用漢字姓名的訴求而改名，並利用身份證上並列族名來營造效果。                  |
| 20   | 蔣鮭魚與熊掌好吃藥師國考一次過                                                                       | 15   | 鮭魚之亂中改名，為一位住在高雄的女性，並有希望自己能順利考取證照的意味。 |
| 20   | 劉品鮭魚麟壽司郎吃到飽妹子約嗎                                                                       | 15   | 鮭魚之亂中改名，台南人，並有希望浪漫愛情的意味。 |
| 20   | 張○○宜蘭之子超粗大深海鮭魚王                                                                         | 15   | 鮭魚之亂中改名，為一位基隆市的員警，張○○為他原本的名字。 |
| 20   | 蕭花花公子帥鮭魚阿這個名字帥嗎                                                                       | 15   | 鮭魚之亂中改名，蕭姓21歲大學生，跟同學打賭輸了後出面改名請大家免費吃到飽。 |
| 20   | 潘鮭魚爭鮮巨蛋店服務員一號紀守                                                                       | 15   | 鮭魚之亂中，高雄市改名的年輕人之一，也是爭鮮巨蛋店中的一位員工。 |
| 28   | 鮭鮑魚俊凱敏和明山朱馬金泰爾                                                                         | 14   | 鮭魚之亂中，台中改名的人之一。 |
| 28   | 鮭魚這個名字是為了壽司郎改的                                                                         | 14   | 鮭魚之亂中，台中改名的人之一。 |
| 28   | 朗論·馬哩吉·以斯馬哈善·以斯立段                                                                      | 14   | 高雄一名布農族和魯凱族混血的公車司機名字（Landrun Maleji Ismahasan Islituan）的音譯，由前至後分別是布農名、魯凱名、父親的氏族名以及祖先的氏族名，非改名之中最長者。                                                                           |